# Burghmuirhead
Burghmuirhead ou Boroughmuirhead est un quartier d'Édimbourg en Écosse.

## Description
Le quartier se situe entre Bruntsfield au nord, Morningside au sud, Merchiston (en) à l'ouest et Greenhill et The Grange à l'est.
La région faisait autrefois partie des terres de Greenhill. Elle tire son nom du Burgh Muir (en), une zone de forêt de chênes qui s'étendait sur une grande partie du sud d'Édimbourg contemporain et dont il ne reste que le parc de Bruntsfield Links.

## Personnalité
- William Alison (1790-1859), médecin, y est né.